# Masurca
Il Masurca è un missile superficie aria (SAM) navale, imbarcato su alcune navi francesi come arma a lunga gittata. Esso nacque come programma negli anni '50 e venne poi immesso in servizio nei '60, come missile per l'incrociatore Colbert e i 2 cacciatorpediniere classe Suffren. Molto simile allo Standard e al Terrier americani, esso ha 4 alette di guida, 4 ali fisse ad alto allungamento e un booster di accelerazione che viene poi sganciato.
Il missile Mazurca SAM è un'arma interamente francese, in termini tecnologici, ma con una struttura nondimeno molto simile a quella del RIM-2 Terrier americano (dall'HT-3 in poi). Esso è un missile a medio raggio, con motore a 2 stadi, il primo di accelerazione e il secondo di sostentamento. Entrambi hanno propellente solido.
Il razzo impulsore è capace di imprimere una tale accelerazione che l'arma arriva a mach 3 prima dei 5 secondi che consistono nel tempo di combustione. Poi l'arma segue la rotta determinata a mezzo di navigazione a legge proporzionale, mentre il bersaglio è seguito da uno dei 2 radar di bordo delle navi che l'hanno in dotazione. Assieme ai 2 grossi radar di tiro, esiste una rampa binata con 48 missili nel deposito sottostante, rotante e verticale come dotazione standard.
Il missile è stato aggiornato in diversi tempi. Fino al 1975 esisteva in servizio la versione Mazurca Mk 2 Mod 2, con guida radar su fascio, ma poi è subentrata l'Mk 2 Mod. 3 con la guida semiattiva e rotta percorsa con legge proporzionale. A quel punto il missile è diventato un'arma veramente moderna, compiendo un lungo percorso evolutivo dai tempi degli anni '50 in cui cominciò ad essere sviluppato questo tipo di missile, il primo francese per la difesa aerea navale.
I Terrier americani, tuttavia, avevano adottato tale sistema di guida già da circa 15 anni. Il missile francese, nonostante la somiglianza estetica, con ali di controllo ad alto allungamento sulle fiancate e alette di manovra alle estremità è notevolmente più pesante e grande, dando un impegno non indifferente alle navi che lo portano. In pratica ha una massa superiore del 40-50% rispetto all'arma statunitense equivalente, ha prestazioni non superiori, e rispetto ai missili Standard SM-2ER è decisamente inferiore in portata e sistemi di guida. Nondimeno, la sua realizzazione ha rappresentato una notevole affermazione per l'industria missilistica europea.
Una caratteristica che lo distingue, oltre che il colore di tipo diverso e più sgargiante, è una sonda di pitot sul muso, assai corta.  Ignota invece l'eventuale capacità secondaria antinave, forse presente nei Mod 3.
Il Mazurca è stato anche in seguito aggiornato, durante gli anni '80, ma questo non ha tolto il fatto che la mole della sua attrezzatura complessiva, con radar simili a quelli USA SPG-55 e rampe simili alle Mk 10 binate, ha comportato che nella Marina francese solo 3 navi, il vecchio incrociatore Colbert e i 2 caccia Suffren, ne fossero armati, mentre il resto delle navi ha dovuto adottare il più piccolo Tartar-Standard americano con rampe Mk 13.